# Оръжие
Оръжията са изделия и предмети, предназначени за нанасяне на поражения (рани, контузии и други) и убийство на жива сила (хора и животни), и разрушаване на инфраструктурата на противника.
Оръжията могат да бъдат използвани както по време на война, така и в мирно време. Примери за използване в мирно време са ловуването или някои спортни дисциплини. По време на война те могат да се използват като защитно или нападателно средство, а в някои отделни случаи да служат само за заплаха. Те може да са обикновени като прашки и ножове, но и много сложни и модерни като балистичните ракети и атомните бомби.

## История

### Праисторически оръжия
Пещерните рисунки са най-старите свидетелства за използването на оръжия. През неолита основните оръжия са дебели пръти и неоформени камъни. Предполага се, че използването на тези примитивни оръжия започва още преди два милиона години.
Някои от най-ранните недвусмислени оръжия са оформени като копия дървени пръчки от преди около 400 000 години. Шьонингерските копия, осем дървени подобни на харпуни дървени копия от долния палеолит се смятат за най-ранните известни примери за оръжия, използвани от хората.
По-късно през палеолита, хората започват да влагат заострени камъни в тояги и кости. Така са конструирани първите каменни кинжали и копия. Древните хора активно ловуват и убиват с тях дори мамути.
Преди около 40 000 години е изобретен лъкът. Първоначално стрелите се изработват с наконечници от камък или кост, а по-късно от мед, бронз и желязо.
С появяването на копията и стрелите се обособяват първите два класа ръчни оръжия – контактни, които трябва непрекъснато да се държат в ръка и метателни (безконтактни, дистанционни), които поразяват избраната цел на разстояние.

### Оръжията през древността
Древните оръжия претърпяват еволюционни подобрения в края на неолита и след значителни подобрения в материалите и техниките на изработка са създадени серия от революционни военни технологии.
Развитието на метални инструменти започва с медни през медната епоха (около 3300 г. пр.н.е.), следва бронзовият меч от бронзовата епоха и други подобни оръжия. Около 3000 г. пр.н.е. се появяват първите метални саби, изработени от бронз или мед. Първият таран се появява около 2500 г. пр.н.е., когато възниква необходимостта от разбиването на крепостни стени.
Първите отбранителни структури и укрепления се появяват по време на бронзовата епоха и показват повишена нужда от сигурност. Оръжия предназначени за нападение и за разрушаване на укрепления следват скоро след това, например таранът е в употреба от 2500 г. пр.н.е.
Въпреки че в началото на желязната епоха мечовете не превъзхождат техните бронзови предшественици, веднъж след като е развита металургията – около 1200 г. пр.н.е. в Субсахарска Африка - желязото започва да се използва широко в производството на оръжие, защото желязната руда е много разпространена и добивът е по-лесен, отколкото на мед и калай, необходими за производството на бронз.
Селектирани са коне за нуждите на кавалерията, които могат да издържат теглото на човек заедно с въоръжението. При рицарите това са тежки големи коне, способни да издържат на цялата броня. Конете позволяват да се разшири обхвата и увеличават скоростта на атаката, но сами по себе си не са толкова оръжие, колкото предоставят подобрени възможности.
Опитомяването на коня и широкото използване на колела от приблизително 2000 г. пр.н.е. води до леката, теглена от коне колесница. Мобилността, предоставена от колесниците е важна по времето на тази ера. Те са в апогея си до около 1300 г. пр.н.е. и след това престават да бъдат военно значими от четвърти век пр.н.е.
Кораби построени като оръжия или бойните кораби като трирема са в употреба от VII век пр.н.е. Тези кораби са били в крайна сметка заменени с военните кораби от елинистичната ера през IV век пр.н.е.

### Средновековно оръжие
Средновековието е времето на рицарите, подкрепени от масирана пехота, които усъвършенстват много оръжия като копието, щита, меча и лъка.
Рицарите участват в бойни действия и обсади, което спомага за разработване на обсадно оръжие и тактиката. Рицарите на кон разработват тактика за зареждане с копия, което осигурява въздействие върху формациите на врага и след това използването на практически оръжия (като мечове), след като влизат в ръкопашен бой. Пехотата разчита на евтини и здрави оръжия като копия в близък бой и лъкове от разстояние. Армиите постепенно стават по-професионални и оборудването им става стандартизирано. Появата на арбалета е революция в оръжията, защото това оръжие може да бъде използвано след кратко обучение, може да се използва от скрити позиции и може да пробива бронята и друга защита на рицарите и професионалните войници. Правени са опити да бъде забранявано за използване в Европа. Забранено да се използва за лов в Германия.
Въвеждането на барут от Далечния изток в края на този период революционизира войната. С пренасянето на барута, се появяват първите пушки и топове, които изместват требушета. Формации на мускетари доминират откритите битки.

### Ново време
През 19 век и началото на 20 век огнестрелното оръжие се усъвършенства активно и напълно измества метателните оръжия. Огнестрелното оръжие се разделя окончателно на ръчно и артилерия. Сериозни модернизации на оръжията се извършват по време на Гражданската война в САЩ. Изобретява се многозарядното нарезно оръжие. Увеличава се скоростта на стрелбата и далекобойността на огнестрелното оръжие. Появяват се картечниците. Започват да се използват и бронираните влакове. По време на Първата световна война се преминава към масово използване на химическо оръжие, военна авиация и първите танкове. В морето се използват морски мини и торпеда. Започват да се използват подводници.

### Съвременни оръжия
През 20 век развитието на индустрията и технологиите в Европа и САЩ води до бързо развитие на оръжейните системи. Особено интензивно това се извършва по време на Втората световна война. Във военните действия все по-важна роля се отделя на танковете и авиацията. Увеличаването на защитата на танковете, тяхната скорост на движение и огнева мощ ги превръща в самостоятелен род войски – бронетанкови войски. В авиацията бойните самолети се разделят на изтребители, бомбардировачи, щурмови самолети и разузнавателни. В морето важна роля получават подводниците, както и самолетоносачите. Артилерията специализирана като бронебойна, общовойскова, далекобойна, зенитна и минометна става все по-ефективна в предназначението си. Ракетните войски придобиват реално военно значение като системите за залпов огън (БМ-13 Катюша), противотанкови гранатомети (Панцерфауст) и ракетите Фау-2. След Втората световна война продължава интензивното развитие на всички тези оръжия, както и на оръжията за масово унищожение. При това изключително важна роля играе развитието и внедряването в оръжейните системи на електрониката и компютърната техника.
Развитието на съвременната електроника, материали, космическа техника, роботика и други променят пряко и развитието на военната техника. Все по-масово се използват дронове и автономни роботизирани съоръжения. Нови възможности дават и 3D принтерите. Възможно е да се използват тези принтери на място на бойното поле, например за изработка на минидронове или минироботи, които да изпълняват разузнавателни и други задачи.
Разработката на нови боеприпаси и брони от обеднен уран са друго направление, използвано от САЩ. Резултатите от това в Ирак и Балканите показват, че има много проблеми свързани с въздействието му върху собствените войници и върху територията на противника. Заболяванията на американските войници, както и силното замърсяване на територията на Балканите, където е използвано това оръжие, е следствие най-вероятно на обеднения уран.

#### Оръжия за масово унищожение
- ядрено оръжие – това е оръжие, принципът на действието на което е основан на използването на вътрешната енергия на ядрото, която се отделя по време на лавинообразно извършваната верижна реакция на делене на тежките ядра на някои изотопи, като уран или плутоний. Има широк спектър от въздействия, които унищожават живата и неживата природа и е най-унищожителното оръжие за масово поразяване.[12]
- химическо оръжие – оръжие, при което за масовото унищожаване на живата сила на противника се използват токсичните свойства на определени химически вещества.[13]
- биологическо оръжие – организми (бактерии, вируси или други болестотворни организми) или природни токсини, използвани като оръжие с цел да се убие, нарани или направи по друг начин противника неспособен да воюва.[14]
- Касетъчни боеприпаси са множество малки експлозиви, събрани в бомба, ракета или артилерийски снаряд. Носителят се отваря по време на полет и те се разпръскват над обширен район, взривявайки се при удар. Предназначени са главно за унищожаване на живата сила на противника и лека бронирана техника, но широките площи, на които действа този боеприпас, засягат главно цивилното население.

#### Нетрадиционни оръжия
В повечето случаи става въпрос за оръжия създадени на различни физически принципи. В някои случаи става въпрос само за експерименти.
- Термобарично оръжие – това е оръжие, при което за кратко време гориво (обикновено етиленов оксид, C2H4O) се разпръсква в голям обем във въздуха и се взривява с ниска скорост (между дефлаграция и детонация), предизвиквайки при това рязка промяна в налягането, достатъчна за поразяване на жива сила. Ефективността обаче на термобаричните боеприпаси на открита местност е сравнително невисока, само в закрити и полуоткрити помещения те показват висока ефективност. Например даже срещу лекобронирана техника със затворени люкове те нямат никакъв ефект. Аналогични взривове обаче могат да се получат в мелници и мини, когато се натрупа голяма концентрация на фини горими прахове, като брашно и въглищен прах в работната среда и да предизвикат големи вреди и жертви.
- Лазерно оръжие
- Електромагнитно оръдие – това оръжие има само теоретично значение, защото няма реално действащо и ефективно оръжие на тази основа. Предполага се, че в космоса то ще бъде по-ефективно.
- Климатично оръжие – предизвикване на интензивни валежи, въздействие върху озоновия слой и др.
- Генетично оръжие – въздействие върху генетичната система на човека. То представлява вариант на химическото оръжие.
- Дефолианти – вид химическо оръжие, използвано масово от САЩ по време на Виетнамската война. Известно е като „агент Ориндж“. Натрупва се в природата и води до генетични деформации в няколко поколения от засегнатото население.
- Запалително оръжие – ефективно запалително оръжие в древността е така нареченият гръцки огън. През 20 век учени от Харвард разработват напалма. До този момент за различните видове огнехвъргачки е използван бензин. Разработеният в САЩ напалм се използва особено интензивно във Виетнамската война.
- Пневматично оръжие – евентуалното му военно използване е свързано с това, че е почти безшумно. При огнестрелните оръжия има редица разработки на заглушители, които постигат също ниско ниво на звука при изстрел. При тях е важно скоростта на проектила след дулния срез да е под скоростта на звука.
- Звуково оръжие, включително ултразвуково и инфразвуково оръжие – използва се за военни цели, както и от полицейски части за потушаване на безредици.
- Психотронно оръжие – хипотетично оръжие, което трябва да въздейства директно върху психиката на хората. Може да се счита за плод на конспиративна теория.

## Видове оръжия
Оръжията могат да се разделят в различни групи по редица критерии – кой ги използва, каква е целта или функцията им. Някои по-известни групи оръжия са:

### Хладно и огнестрелно оръжие
Хладното оръжие е оръжие, предназначено за поразяване на целта (човек, животно, мишена) с използване на мускулната сила на човека. Хладни оръжия са всички ножове, саби, мечове, брадви и мачете, за разлика от огнестрелните, които са пистолети, автомати и картечници. Освен металните хладни оръжия, към тази група могат да се прибавят метателни оръжия като лъкът, арбалетът, прашката, атлатъл или копиехвъргачка, тръби за издухване на стрелички като японската фукия и други. Те са с опростена конструкция, предназначени са за ръкопашен бой или хвърляне на разстояние. В днешно време предназначението му може да е ловно, спортно, бойно и за самоотбрана.
Огнестрелното оръжие е оръжие, в което изстрелът се произвежда за сметка на изгаряне на барут в гилза, който изхвърля куршум или снаряд. Потенциалната енергия от налягането на газовете, отделени при изгарянето на барута, се предава като кинетична на куршума. Изхвърляната част общо се нарича снаряд, а изгарящата част (барута) – заряд.

### Конвенционално и неконвенционално оръжие
Конвенционалните оръжия са оръжия, които не използват химични или биологични агенти, или ядрени реакции за унищожаване на целта или нанасяне на поражения по даден обект. В общия случай това са всички оръжия, чиято унищожителна сила се базира на някакъв експлозив (снаряди, бомби) или изстрелване на различни видове амуниции. Лазерните оръжия, огнехвъргачките и запалителните бомби също се считат за конвенционални.
Неконвенционално оръжие се нарича оръжието за масово (ядрено, химическо или биологично) поразяване. Ядреното оръжие е вид бомба с огромна разрушителна сила, която използва освободената енергия вследствие на ядрени реакции. Химическото оръжие се нарича още бойно отровно вещество и в същността си е различни отровни химически вещества, използвани като оръжие с цел да направи врага неспособен да воюва. Биологичното оръжие е едно от най-новите видове оръжия за масово поразяване и се състои от организми (бактерии, вируси или други болестотворни организми) или природни токсини, използвани като оръжие.

### Ловно оръжие
Ловните оръжия се делят на хладни и огнестрелни, но са предназначени специално за убиване на диви животни. Патроните на огнестрелните са различни за различните видове животни. Гладкоцевните пушки имат две цеви и според тяхното разположение се делят на надцевки и успоредки. По-рядко се изработват пушки с 3 или 4 цеви.
Нарезните пушки (наречени карабини) обикновено са едноцевни. По-редки са едноцевните чупещи се карабини, т.нар. киплауф.
Двуцевните карабини се наричат щуцери.
За лов се използват и различни видове неогнестрелни оръжия като лъкове, копия, болиадорас и други. Австралийските аборигени използват бумеранга за лов на птици. Индианците от басейна на река Амазонка използват за лов на птици и животни намазани с кураре стрелички. Те издухват стреличките чрез дълги тръби. За лов на водни животни, основно риби и китове, в морето се използват различни видове харпуни. За любителски подводен риболов също се използва харпун.
Традиционен вид пасивен вид оръжие за лов е капанът. Освен за лов на животни капанът е използван и в миналото във военни действия, като например във войната във Виетнам. Друг вид оръжие, използвано за лов и като оръжие срещу хора, е гумената прашка.

### Леко и тежко оръжие
Леки са оръжията за поразяване живата сила на противника, а тежки – за поразяване както живата сила на противника, така и мобилната и летателната техника на противника и укрепления.

### Лично (индивидуално) и групово оръжие
Индивидуалното оръжие е оръжие, което може да бъде носено или употребявано от един човек, въпреки че употребата му може да бъде ограничена до колективи от специалисти. За използването на груповото оръжие са необходими координираните усилия на няколко души.

### Спортно оръжие
Оръжията са използвани от древността за различни състезания, но от началото на 20 век голяма част от модерните спортове, част от които са олимпийски, използват различни видове оръжия. Това включва:
- Спортна стрелба с различни видове малокалибрено и въздушно оръжие.
- Стрелба с лък
- Хвърляне копие
- Фехтовка със сабя, рапира и шпага

### Несмъртоносно оръжие
Несмъртоносните оръжия са оръжия, разработвани с цел да възпират или обездвижват, без да бъдат смъртоносни. Използват се от полицията и въоръжените сили за контрол при безредици и срещу цивилно население. Използват се водни оръдия, звуково оръжие, сълзотворен газ и други. Това са различни видове спрей с парализиращ или лютив газ, както и газови пистолети, въздушни пушки с гумени топки, изстрелвани с голяма скорост, електрошокови палки, устройства, изхвърлящи мрежи, в които се заплита човек, различни видове пеноматериали, които ограничават движението и др.

### Оръжия за игра
Има различни видове игри свързани със стрелба между участниците, като например пейнтбол. Аналог на тези игри са игрите с фунийки.
Освен за игра различни преработени (обезопасени) оръжия се използват за колекциониране, театрални цели и украса.

### Играчки оръжия
При играчките в повечето случаи става въпрос за произведени от пластмаса модели на истински оръжия, които повече или по-малко приличат на оригинала, често са произведени в ярки цветове и издават различни звукови ефекти. Най-често това са детски лъкове, мечове, пистолети и други. Те обикновено се изработват от безопасна пластмаса. Една реална опасност е при точни модели на оръжия да се объркат при екстремна ситуация (арест) от органите на реда и да се стигне до трагичен инцидент. Друг проблем, който се дискутира от психолози, родители и възпитатели е дали играта с тези играчки не води до проблеми в бъдеще с реалните оръжия.
С развитието на реалистични видеоигри, при които стрелбата с близки до реалността оръжия този проблем става много по-тежък, защото практически сваля психологичните бариери за стрелба по реални хора.

## Ограничаване на разпространението и унищожаване
Съвременните оръжия и оръжейни системи трябва да бъдат контролирани при производството и разпространението, като при конвенционалните оръжия се прилага законодателството на съответните държави. При продажбата на оръжейни системи трябва да се спазват различни правила за износ в региони с конфликти. В света се натрупват и огромни количества от остарели оръжия и боеприпаси. Това налага намирането на начини за тяхното унищожаване по безопасен за хората и природата начини. При оръжията за масово унищожение тези проблеми стават изключително важни и поради факта, че те могат да попаднат в ръцете на екстремистки групировки или правителства. През годините държавите предприемат различни по-успешни или неуспешни мерки за тяхното ограничаване.
Съветът на директорите на списанието „Bulletin of the Atomic Scientists“ на Чикагския университет създават през 1947 година символичен часовник на страшния съд (на английски: Doomsday Clock). Колкото по-близо е часът до полунощ, толкова е по-близо Земята до глобална катастрофа, която главно се свързва с възможността да бъде използвано ядрено или друго оръжие за масово унищожение, както и с глобални промени в климата.

### Ядрени оръжия
Натрупването на огромно количество ядрени оръжия е причина да се създаде понятието Ядрен холокост (на английски: nuclear holocaust или nuclear apocalypse). Използването в една война и на малка част от натрупаните ядрени оръжия ще доведе до пълното унищожение на живота на Земята, което прави мисълта за използването на това оръжие безумна. Един от проблемите е и настъпването на така наречената ядрена зима. При евентуално създаване на кобалтова бомба радиацията ще погуби човечеството и по-рано. Един от подписаните документи за ограничаване на ядрените оръжия е Договор за неразпространение на ядрените оръжия.

### Химически и биологични оръжия
Първите международни забрани за използването на химически оръжия са от 1899 година. На 17 юни 1925 година се подписва международно споразумение известно като Женевски протокол, забраняващ използването на химическо и биологично оръжие. Това споразумение не се отнася за производството и продажбата на тези оръжия. През 1993 година се подписва Ковенцията за химическите оръжия, която забранява производството, съхранението и използването на химическите оръжия. През юни 2016 година е обявено, че 92% от наличните в света химически оръжия са унищожени.

### Касетъчни боеприпаси
Употребата на касетъчни боеприпаси в населени места обикновено води до много тежки жертви сред цивилното население. Причините за това са две. Първата е широкият обхват, над който се разпръскват отделните експлозиви. Втората е, че между 1 и 40% от отделните заряди не успяват да се задействат при удар и на практика превръщат обстреляния район в минно поле. Малките експлозиви изглеждат безопасни и често не са по-големи от обикновена батерия. При контакт обаче те избухват. Децата често ги считат за играчки, което прави резултатите от използването им още по-трагични.
Според организацията „Handicap International“, в различни части на света има 440 млн. неизбухнали касетъчни боеприпаси, които застрашават близо 400 млн. души. Най-засегнатите от това явление страни са Афганистан, Камбоджа, Ирак, Лаос и Виетнам. България в миналото също е производител на касетъчни боеприпаси.
Това са причините да се подпише международно споразумение за забрана на производството и използването на касетъчни боеприпаси. През 2008 година е подписано Споразумение за касетъчните боеприпаси. То е подписано и от България, като производител и собственик на касетъчни боеприпаси.

### Конвенционални оръжия и боеприпаси
Моралното и физическо остаряване на оръжията и боеприпасите изисква те да бъдат унищожавани след определен период. Използвани са различни методи за това. Военните на САЩ използват от 1919 до 1970 година изхвърляне на обикновени бомби, мини и химически оръжия в океана. Оръжията, потопени в Мексиканския залив, често се изхвърлят на брега на Флорида. Рибари намират боеприпаси на бреговете на Масачузетс.
В България, въпреки че има много добре подготвени военни специалисти в областта на боеприпасите и има редица разработки за утилизацията им, през последните години по време на утилизация най-вероятно чрез механично разглобяване в частни фирми са получени тежки аварии с човешки жертви, разрушения и замърсяване на околната среда. Освен това с унищожаването на ракетите SS-23 на военен полигон Змеево са свързани определени съмнения на обществеността за обгазяването на Стара Загора.